# Dorina Cătinean
Dorina Cătinean (Oprea după căsătorie, n. 20 ianuarie 1954, București, România) este o fostă atletă română, specializată în sărituri în lungime.

## Carieră
A început să practice atletismul de la vârsta de 12 ani în cadrul clubului Metalul București, unde i-a avut ca antrenori pe Georgeta și Silviu Dumitrescu. Atleta a fost campioană națională la săritura în lungime și la ștafeta de 4x100 m și 4x400 m. De două ori a fost vicecampioană balcanică. În 1974 a participat la Campionatul European dar nu s-a calificat în finală.
La Campionatul European în sală din 1975 de la Katowice a cucerit medalia de aur în fața sovieticei Lidia Alfeeva și a elvețiencei Meta Antenen. În același an a obținut medalia de argint la Universiada de la Roma.
În 2004 ea a primit Medalia „Meritul Sportiv” clasa I. A fost director la Liceul cu Program Sportiv din Craiova. Maestră Emerită a Sportului.

## Realizări
| An   | Competiție                   | Locație           | Loc | Note   |
| ---- | ---------------------------- | ----------------- | --- | ------ |
| 1974 | Campionatul European         | Roma, Italia      | 17  | 6,18 m |
| 1975 | Campionatul European în sală | Katowice, Polonia | 1   | 6,31 m |
| 1975 | Universiada                  | Roma, Italia      | 2   | 6,34 m |